# Phanerotoma pappi
Phanerotoma pappi är en stekelart som beskrevs av Herbert Zettel 1990. Phanerotoma pappi ingår i släktet Phanerotoma och familjen bracksteklar. Inga underarter finns listade i Catalogue of Life.